# Nuno Tavares
Nuno Albertino Varela Tavares (* 26. Januar 2000 in Lissabon) ist ein portugiesischer Fußballspieler, der als Leihspieler des FC Arsenal bei Lazio Rom unter Vertrag steht.

## Karriere

### Verein
Der in Lissabon geborene Tavares spielte in der Jugend für die lokalen Vereine Casa Pia AC und Sporting Lissabon, bevor er sich der renommierten Akademie Benfica Lissabons anschloss. Am 27. Oktober 2018 gab er sein Debüt im professionellen Fußball, als er beim 3:2-Heimsieg der Reservemannschaft gegen Sporting Covilhã das gesamte Spiel absolvierte. Nach Anlaufschwierigkeiten drang er zum Jahreswechsel 18/19 in die Startaufstellung des Zweitligisten vor und bereitete in neun aufeinanderfolgenden Einsätzen drei Treffer vor. Mitte Februar verlor er seinen Stammplatz in der linken Abwehrseite an den Niederländer Godfried Frimpong und kam in der verbleibenden Saison 2018/19 nur noch auf zwei Einsätze.
Am 4. August 2019 gab Tavares im ersten Pflichtspiel der neuen Spielzeit 2018/19, dem portugiesischen Supercup, sein Debüt in der ersten Mannschaft. Beim 5:0-Sieg gegen den Rivalen Sporting Lissabon stand er von Beginn an auf dem Platz. Sechs Tage später debütierte er beim 5:0-Sieg gegen den FC Paços de Ferreira im heimischen Estádio da Luz in der höchsten portugiesischen Spielklasse und erzielte ein Tor und bereitete zwei vor.
Im Sommer 2021 wechselte er zum englischen Erstligaklub FC Arsenal. Für die Saison 2022/23 wurde er an Olympique Marseille verliehen. Im September 2023 folgte eine weitere Leihe zu Nottingham Forest.
Im Sommer 2024 verließ Nuno Tavares den FC Arsenal einmal mehr per Leihe. Der Linksverteidiger wechselte ein Jahr vor Vertragsende inklusive leistungsbezogener Kaufpflicht zu Lazio Rom. Am 5. Juni 2025 wurde bekannt, dass Lazio Tavares fest bis 2028 verpflichtet.

### Nationalmannschaft
Von Februar bis Juni 2018 absolvierte Tavares für die portugiesische U18-Nationalmannschaft acht Spiele. Ab September 2018 war er 14-mal für die U19 im Einsatz. Von 2019 bis 2023 war er in insgesamt 16 Partien für die U21-Nationalmannschaft aktiv und nahm mit ihr im Sommer 2023 an der U21-Europameisterschaft teil.
Am 15. November 2024 kam Nuno Tavares in der UEFA Nations League gegen Polen zu seinem ersten A-Länderspiel.

## Erfolge
Vereine
- Portugiesischer Supercup: 2019

Nationalmannschaft
- UEFA-Nations-League-Sieger: 2025